# Salamanca (Automobilhersteller)

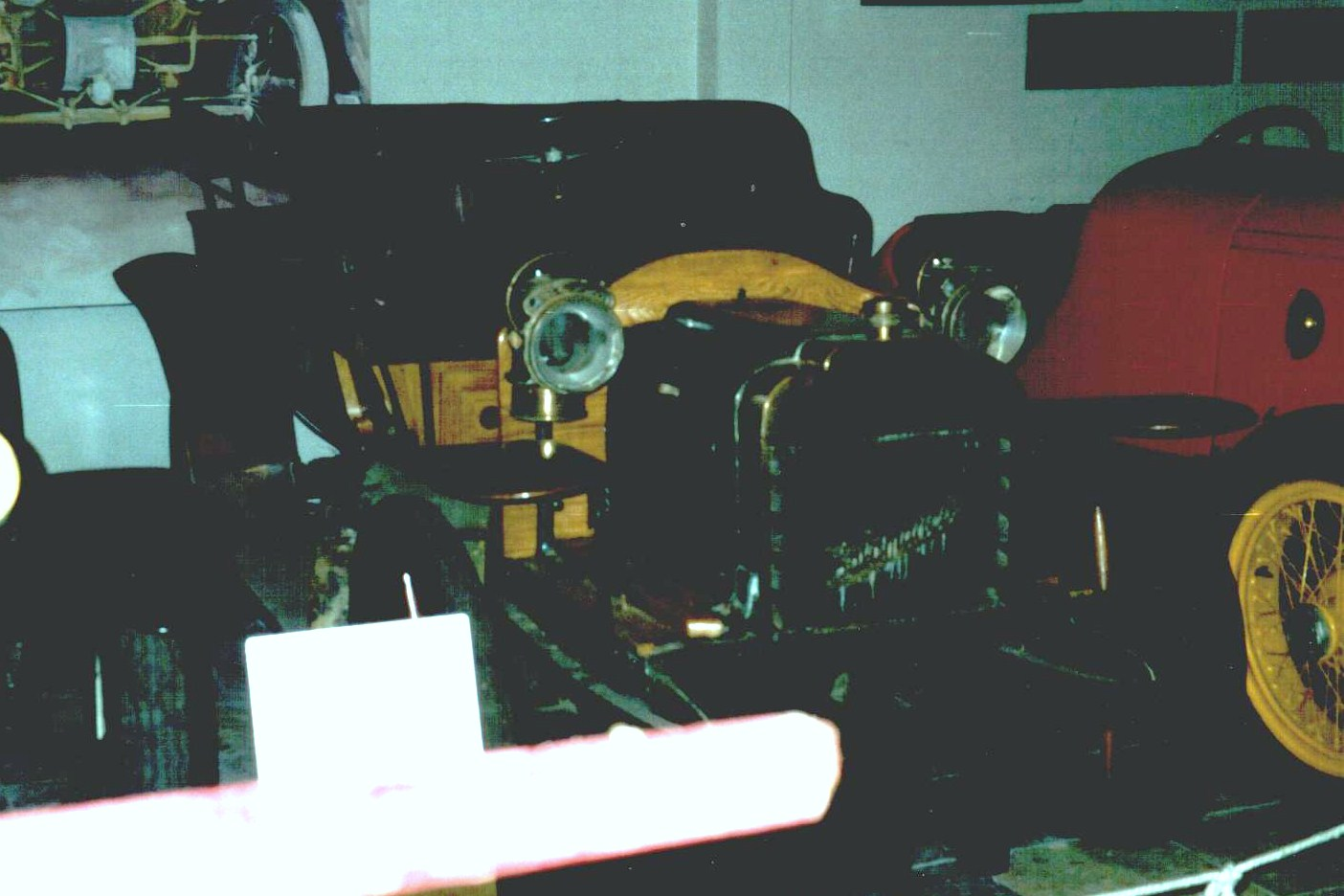
Salamanca von 1904

Salamanca war ein spanischer Hersteller von Automobilen.

## Unternehmensgeschichte
Das Unternehmen wurde von Carlos de Salamanca y Hurtado de Zaldivar (Marqués de Salamanca) in Madrid gegründet. Carlos Salamanca war zu der Zeit bereits Importeur von Rolls-Royce in Spanien. 1902 begann die Produktion von eigenen Automobilen. 1907 endete die Produktion. Das Unternehmen konzentrierte sich ab 1907 nur noch auf den Vertrieb von Kraftfahrzeugen und ist heute unter der Firmenbezeichnung Carlos de Salamanca S.A.  der spanische Importeur von Ferrari, Jaguar, Maserati, Bentley, Aston Martin, Land Rover und auch Harley-Davidson.

## Fahrzeuge
Die Komponenten wie Motoren, Getriebe und Differenzial wurden aus französischen Produktionen übernommen und in von Hand selbst gefertigten Holz-Chassis montiert und komplettiert. Eine Besonderheit der Fahrzeuge von Salamanca war die Eigenentwicklung eines Kühlers, der aus serpentinenförmigen Rohren vertikal in der Front der Fahrzeuge angeordnet war.
Ein Fahrzeug dieser Marke ist im Automuseum Collecció d’Automòbils de Salvador Claret in Sils zu besichtigen.